# Charlotte Sullivan
Charlotte Sullivan (Toronto, 21 ottobre 1983) è un'attrice canadese.
L'attrice ha iniziato la sua carriera fin da bambina, debuttando in un video musicale di Liza Minelli. Ha avuto ruoli come protagonista in The New Ghostwriter Mysteries e in Harriet, la spia, inoltre ha avuto parti più piccole anche in How to Deal e in L'amore in gioco. Ha recitato nel ruolo di Katie in Across the River to Motor City.; ha impersonato Maxima in un episodio dell'8ª Stagione di Smallville. È conosciuta per aver interpretato Gail Peck in Rookie Blue. Ha partecipato anche a Chicago Fire e Law & Order: Organized Crime, nel ruolo di Gina Cappelletti, agente speciale sotto copertura e prima poliziotta della serie uccisa in servizio.
Sullivan è sposata con l'attore canadese Peter Stebbings e la loro figlia è nata nel 2015.

## Filmografia parziale

### Cinema
- Harriet, la spia (Harriet the Spy), regia di Bronwen Hughes (1996)
- Lucky Girl, regia di John Fawcett (2001)
- Contratto d'amore (How to Deal), regia di Clare Kilner (2003)
- L'amore in gioco (Fever Pitch), regia dei Peter e Bobby Farrelly (2005)
- 436 - La profezia (Population 436), regia di Michelle MacLaren (2006)
- Defendor, regia di Peter Stebbings (2009)
- The Colony, regia di Jeff Renfroe (2013)
- Radius, regia di Caroline Labrèche e Steeve Léonard (2017)
- Amore a discesa libera (Two for the Win), regia di Jerry Ciccoritti (2021)

### Televisione
- The New Ghostwriter Mysteries – serie TV (1997)
- Hai paura del buio? (Are You Afraid of the Dark?) – serie TV (1999)
- Blue Murder – serie TV (2001)
- Platinum – serie TV (2003)
- Radio Free Roscoe – serie TV (2003)
- Alla corte di Alice (This Is Wonderland) – serie TV (2004)
- Il mistero della porta accanto (The House Next Door), regia di Jeff Woolnough – film TV (2006)
- MVP – serie TV (2007)
- Across the River to Motor City – serie TV (2007)
- I misteri di Murdoch (Murdoch Mysteries) – serie TV, episodio 1x08 (2008)
- Smallville – serie TV (2008)
- Alice, regia di Nick Willing – miniserie TV (2009)
- Rookie Blue – serie TV, 74 episodi (2010-2015)
- Blue Bloods - serie TV, episodio 3x21 (2013)
- The Kennedys, regia di Jon Cassar – miniserie TV (2011)
- Chicago Fire – serie TV, 10 episodi (2017)
- Law & Order: Organized Crime – serie TV, 6 episodi (2021)
- Wynonna Earp – serie TV, episodio 4x12 (2021)
- FBI – serie TV, episodi 6x04-6x05-6x06 (2024)

## Doppiatrici italiane
Nelle versioni in italiano delle opere in cui ha recitato, Charlotte Sullivan è stata doppiata da:
- Valentina Pollani in Rookie Blue, Radius, Mary Kills People
- Rossella Acerbo in 436 - La profezia
- Daniela Calò in Smallville
- Letizia Ciampa in Blue Bloods
- Tania De Domenico ne Il Natale dei cuccioli
- Valentina Perrella in Law & Order - Organized crime
- Annalisa Usai in FBI